# Liliovník
Liliovník (Liriodendron) je rod rostlin z čeledi šácholanovité (Magnoliaceae).

## Jméno
Vědecké jméno rodu Liriodendron nemá nic společného s hudebním nástrojem lyrou, ale s řeckým jménem leirion, které označuje lilii. Dendron je řecky strom, takže Liriodendron je česky liliovník. Někdy se však výjimečně objevuje i starší alternativa lyrovník.

## Popis
Jde o stromy dorůstající výšky až 50 m. Listy jsou jednoduché, střídavé, řapíkaté, členěné, většinou 4-6 laločné. Pupeny jsou nápadně smáčklé a jsou kryté 2 vejčitými palisty. Květy jsou velké, oboupohlavné. Kališní lístky jsou 3, korunních lístků je 6, koruna svým tvarem připomíná květ tulipánu, je žlutozelená, někdy s oranžovým proužkem (u liliovníku tulipánokvětého). Tyčinek je v květu mnoho. Gyneceum je apokarpní, složené z mnoha plodolistů, které jsou uspořádané do šroubovice. Plodem je dvousemenná křídlatá nažka, nažky jsou uspořádány v šišticovitém souplodí.

## Výskyt
Na světě rostou pouze 2 druhy a to v Severní Americe liliovník tulipánokvětý (Liriodendron tulipifera) a v Asii jeho vikarizant liliovník čínský (Liriodendron chinense). Oba druhy, ale častěji liliovník tulipánokvětý, se pěstují jako okrasné stromy v parcích, arboretech a městských výsadbách ledaskde po světě, tedy v oblastech s vhodným klimatem. Liliovník tulipánokvětý vydrží mrazy až do - 35 °C , liliovník čínský do -17 °C .

## Použití
Liliovník tulipánokvětý je v ČR relativně často pěstovaný okrasný strom v parcích a arboretech, jako solitera.